# Conferencia de Panamá

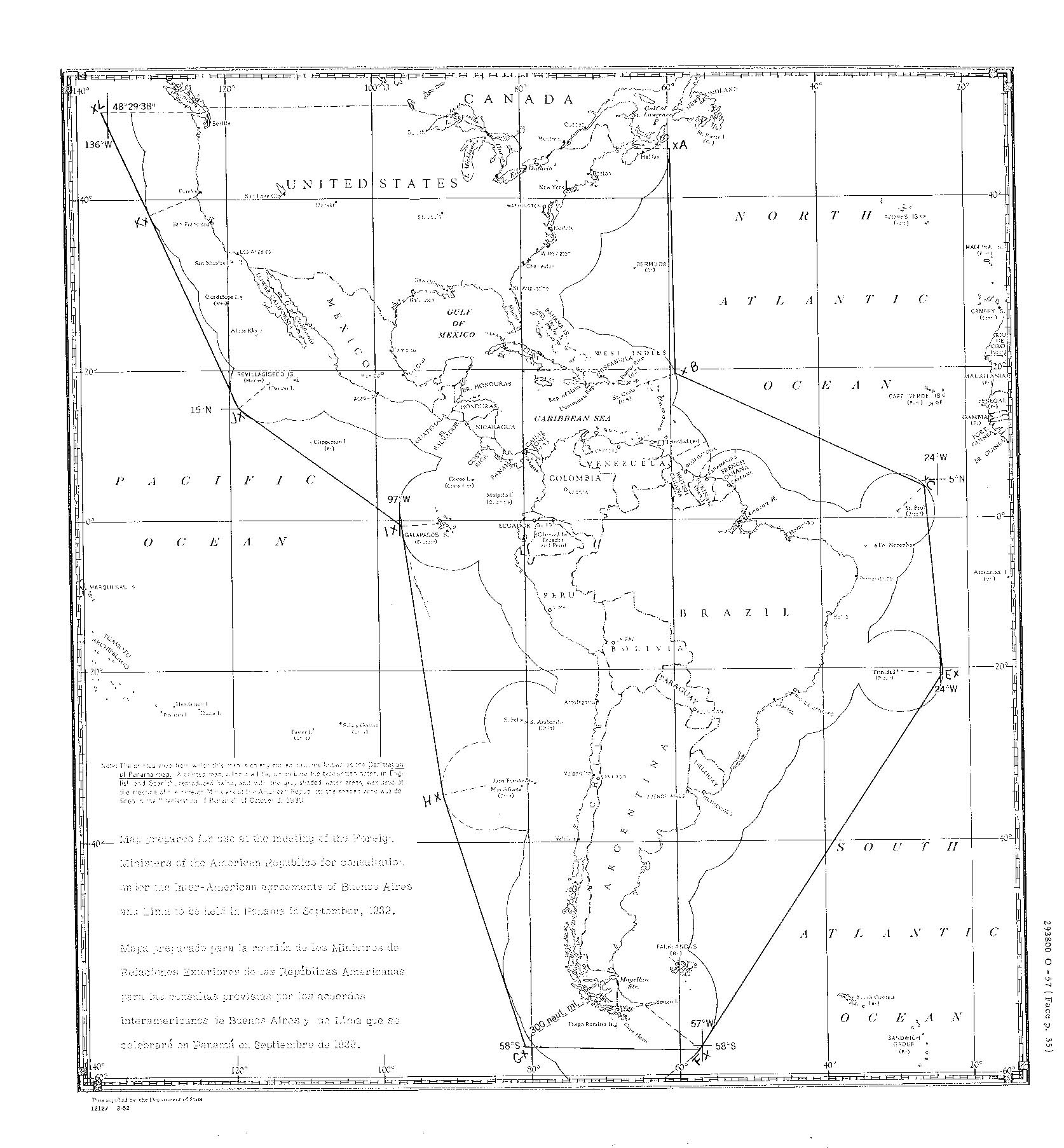
Mapa preliminar de la zona de seguridad marítima creado por la Declaración de Panamá, basado en líneas rectas entre puntos a unas 300 millas náuticas mar adentro.

La Conferencia de Panamá fue una reunión de representantes de los Estados Unidos y de otros veinte estados americanos celebrada en Panamá el 23 de septiembre de 1939, poco después del comienzo de la Segunda Guerra Mundial en Europa.
Los participantes se dividieron en tres subcomités para discutir la neutralidad, el mantenimiento de la paz en el área y la cooperación económica. Al final de sus deliberaciones, la conferencia emitió la Declaración de Panamá, que confirmó la neutralidad de los participantes, prohibió que los submarinos beligerantes ingresaran a sus puertos, exigió el cese de actividades subversivas dentro de sus países y anunció la formación de una zona de seguridad marítima que fue para extenderse a más de 300 millas náuticas (560 km) a ambos lados del continente americano, excepto Canadá y las colonias y posesiones de los estados europeos. Fue esta área la que luego fue vigilada por la Patrulla de Neutralidad.